# Michael P. Anderson
Pour les articles homonymes, voir Anderson et Michael Anderson (homonymie).
Michael Phillip Anderson est un astronaute et lieutenant-colonel américain né le 25 décembre 1959 et mort le 1er février 2003 dans la catastrophe de Columbia.

## Vols réalisés
- STS-89 Endeavour, lancée le 22 janvier 1998 : 8e amarrage d'une navette américaine à la station spatiale Mir.
- STS-107 Columbia, lancée le 16 janvier 2003. La navette se désintégra lors de la rentrée dans l'atmosphère, le 1er février 2003, tuant les sept membres d'équipage.

## Hommages
En mémoire des sept victimes, l'Union astronomique internationale a nommé :
- 7 astéroïdes baptisés des noms des 7 victimes ;
- 7 collines découvertes sur la surface de Mars ;
- 7 cratères satellites du cratère lunaire Apollo.